# Tabor (gmina Nova Gorica)
Tabor – wieś w Słowenii, w gminie miejskiej Nova Gorica. W 2018 roku liczyła 173 mieszkańców. 